# Długi pocałunek na dobranoc
Długi pocałunek na dobranoc (oryg. The Long Kiss Goodnight) – amerykański thriller z 1996 roku w reżyserii Rennego Harlina.
Geena Davis za rolę w filmie była nominowana do Saturna w kategorii najlepsza aktorka.
Niektóre sceny tego filmu były kręcone w USA, jednakże większość powstała w Ontario (Kanada).

## Obsada
- Geena Davis jako Samantha Caine; Charlene Elizabeth „Charly” Baltimore
- Samuel L. Jackson jako Mitch Henessey
- Yvonne Zima jako Caitlin Caine
- Craig Bierko jako Timothy
- Tom Amandes jako Hal
- Brian Cox jako dr Nathan Waldman
- Patrick Malahide jako Leland Perkins
- David Morse jako Luke; Daedalus